# Бобровники (Свентокшиське воєводство)
Бобровники (пол. Bobrowniki) — село в Польщі, у гміні Ключевсько Влощовського повіту Свентокшиського воєводства.
Населення — 165 осіб (2011).
У 1975-1998 роках село належало до Пйотрковського воєводства.

## Демографія
Демографічна структура на день 31 березня 2011 року:
|          | Загалом | Допрацездатний вік | Працездатний вік | Постпрацездатний вік |
| -------- | ------- | ------------------ | ---------------- | -------------------- |
| Чоловіки | 75      | 8                  | 54               | 13                   |
| Жінки    | 90      | 22                 | 39               | 29                   |
| Разом    | 165     | 30                 | 93               | 42                   |